# 京都市立新林小学校
京都市立新林小学校（きょうとしりつ しんばやししょうがっこう）は、京都府京都市西京区にある公立小学校。洛西ニュータウン北西部の新興住宅地に立地している。

## 沿革
- 1976年11月 - 京都市立大枝小学校南分校として開校[1]
- 1977年4月 - 京都市立大枝小学校から分離・独立し、京都市立新林小学校として開校[1][2]
- 1979年4月 - 南分校を設置[3]
- 1980年4月 - 南分校が京都市立境谷小学校として独立[3]
- 1981年4月 - 京都市立福西小学校を分離
- 1997年2月 - コンピューター教室を設置

## 主な進学先
- 京都市立洛西中学校

## 学校の周辺
- 洛西せいか幼稚園
- 新林池

## 交通
- 阪急京都線 桂駅下車
- 東海道本線（JR京都線） 桂川駅下車
  - バス停「新林センター前」下車

## 通学区域が隣接している学校
- 京都市立樫原小学校
- 京都市立大枝小学校
- 京都市立大原野小学校
- 京都市立境谷小学校
- 京都市立洛西陵明小中学校
- 向日市立第2向陽小学校